# Clara Zetkin
Clara Josephine Zetkin, (rojena Eißner), nemška političarka, * 5. julij 1857, Wiederau, Kraljevina Saška, † 20. junij 1933, Archangelskoje, Sovjetska zveza.
Bila je nemška socialistična političarka, mirovna aktivistka in borka za pravice žensk. Do leta 1917 je bila aktivna v stranki SPD in bila pomembna zastopnica revolucionarno-marksistične frakcije. Leta 1917 se je, ko se je odcepila stranka SPD, priključila  stranki USPD, kjer je bila članica levega krila oz. skupine Spartak - Spartaksgruppe (ki se je leta 1918 preimenovala v Zvezo Spartak). Zatem je bila vplivna članica Nemške komunistične partije (KPD). V času Weimarske republike je bila med letoma 1920 in 1933 parlamentarna poslanka v Reichstagu za KPD ter leta 1932 najstarejša poslanka ustanovne seje parlamenta.
Na naddržavni ravni se je Zetkinova leta 1889 na mednarodnem delavskem kongresu v Parizu pridružila ustanoviteljem Druge internacionale socialističnega delavskega gibanja. Pri delu za internacionalo je veljala kot za eno najvidnejših iniciatork Mednarodnega dneva žensk. Kot članica centrale oz. poznejšega centralnega komiteja upravnega odbora stranke KPD je bila med letoma 1921 in 1933 članica izvršnega odbora Komunistične internacionale (EKKI). Po požigu Reichstaga istega leta se je že šibkega zdravja umaknila v Sovjetsko zvezo, kjer je nekaj mesecev kasneje umrla. 

## Življenjepis
Clara je bila starejša hči Josephine Vitale. Josephininega očeta sta zaznamovali francoska revolucija iz leta 1789 in njegova udeležba pri Napoleonovih vojnah. Clarin oče je bil Gottfried Eißner, sin dninarja in vaškega učitelja iz Wiederaua. Njena mati je bila v stiku s pionirkami takrat nastalega meščanskega ženskega gibanja, še posebno z Louise Otto-Peter in Augusto Schmidt, brala dela pisateljice George Sand in ustanovila združenje za žensko gimnastiko v Wiederauu. Družina se je leta 1872 preselila v Leipzig, da bi svojim otrokom omogočila boljšo izobrazbo. 

### Politična dejavnost v zgodnji socialni demokraciji
Kot učiteljica na ljudski šoli, ki se je izobraževala na privatnih seminarjih v Leipzigu, je imela stik z ženskim in delavskim gibanjem. Clara Eißner se je leta 1878 pridružila Nemški socialistični delavski stranki, ki se je leta 1890 preimenovala v Sozialdemokratische Partei Deutschlands (krajše SPD; Socialdemokratska stranka Nemčije). Zaradi socialističnega zakona (1878-1890), ki je prepovedoval socialnodemokratične aktivnosti izven deželnih zborov in parlamenta, je leta 1882 sprva odpotovala proti Zürichu in zatem v Pariz v izgnanstvo. Tam je prevzela priimek svojega življenjskega sopotnika, ruskega revolucionarja Ossipa Zetkina, s katerim je imela sinova, Maxima Zetkina (* 1883) in Kostjo Zetkina (* 1885).
V času, ko je živela v Parizu, je leta 1889 med mednarodnim delavskim kongresom imela pomemben delež pri osnovanju Socialistične internacionale (Sozialistische Internationale).
Jeseni leta 1890 se je družina vrnila nazaj v Nemčijo in se ustalila v kraju Sillenbuch pri Stuttgartu. Tam je Clara Zetkin delovala kot prevajalka za založbo Dietz in od leta 1892 tudi kot izdajateljica ženskega časopisa Die Gleichheit (Enakost).
Po smrti Ossipa Zetkina se je 42-letna Clara leta 1899 v Stuttgartu poročila s 24-letnim umetnostnim slikarjem Friedrichom Zundelom iz Wiernsheima, s katerim je kljub vedno večji odtujenosti ostala formalno poročena vse do ločitve leta 1928. Leta 1907 je na Mednarodnem socialističnem kongresu v Stuttgartu spoznala ruskega komunista Lenina, s katerim jo je vse življenje povezovalo tesno prijateljstvo.
V SPD-ju je skupaj s svojo tesno in zaupno prijateljico ter soborko Roso Luxemburg  pripadala revolucionarjem levega krila stranke in se skupaj z njo na prelomu 20. stoletja postavila proti revizionizmu reformistista Eduarda Bernsteina.

### Zastopnica ženskih pravic
Eno izmed njenih političnih težišč je bila politika žensk. V ta namen je 19. julija 1889 pri ustanovnem kongresu Druge internacionale predstavila referat, ki je kasneje tudi zaslovel, v katerem je kritizirala zahteve meščanskega ženskega gibanja po volilni pravici žensk, svobodni izbiri poklica in posebnih zakonov varstva pri delu za ženske, ki sta jih Helene Lange in Minna Cauer zagovarjali v okviru vladajočega sistema: 
Svoje celovite emancipacije ne bomo dosegle niti z dopuščanjem t. i. „svobodnih poklicev“ in enakih pravic šolanja za moške in ženske – čeravno so zahteve po teh pravicah same po sebi naravne in pravične – niti ne z dodelitvijo političnih pravic. Dežele, v katerih obstaja tako imenovana svobodna in neposredna volilna pravica, nam kažejo, kako neznatna je njena resnična vrednost. Pravica glasovanja brez ekonomske svobode ni nič več in nič manj kot primer omejene demokracije, ki nima nikakršne smeri. Če bi bila socialna emancipacija odvisna od političnih pravic, ne bi v deželah s splošno volilno pravico obstajala nikakršna socialna vprašanja več. Emancipacija ženske kot tudi celotnega človeštva je izključno delo emancipacije dela od kapitala. Le v socialistični družbi bodo prišle ženske kot delavke do popolnega posedovanja svojih pravic.'
S tem je Zetkinova pojasnila pomanjkljivo enakopravnost med spoloma kot posledico vladajoče socialne in ekonomske situacije, ki jo zaznamuje primarno protislovje med kapitalom in delom. Njen premik ženske formalno-politične emancipacije v čas po revoluciji je poglobil konflikte nemškega ženskega gibanja pred prvo svetovno vojno in je vodil v dolgotrajen spopad z drugimi, bolj umirjenimi protagonistkami znotraj socialdemokratičnega ženskega gibanja, kot recimo z Lily Braun ali Luise Zietz.
Zetkinova je bila med letoma 1891 in 1917 izdajateljica ženskega časopisa Die Gleichheit (Enakost), glasila stranke SPD (oz. nadaljevanje predhodnega glasila Die Arbeiterin (Delavka), v katerem se je v prvi, povsem programski izdaji, znova obrnila proti reformističnim idejam, da bi lahko ženske znotraj kapitalizma dosegle enakopravnost z moškimi:
Die Gleichheit […] izhaja iz prepričanja, da poglavitnega razloga za večtisočletnega nizkega družbenega položaja ženskega spola ne smemo iskati v zakonodaji, ki jo uvajajo moški, temveč v gospodarskih razmerah, ki so pogojene z odnosom do lastnine. Nekdo lahko danes spremeni našo zakonodajo tako, da je ženski spol pravično enakopraven moškemu, kljub temu pa bo še naprej obstajalo družbeno zasužnjevanje večje mase žensk v težji obliki: njihova odvisnost od izkoriščevalcev.
Kasneje je ta togi odnos nekoliko spremenila in se zavzela za pravice žensk, ki so bile že od leta 1891 osnovna sestavina programa stranke SPD.
Leta 1907 so jo imenovali za vodjo novoustanovljenega ženskega sekretariata stranke SPD. Na mednarodnem kongresu socialistov, ki se je odvijal v avgustu leta 1907 v Stuttgartu, so osnovali Socialistično žensko internacionalo – s Claro Zetkin kot sekretarko mednarodne internacionale. Na drugi mednarodni socialistični ženski konferenci 27. avgusta leta 1910 v Københavnu je skupaj s Käte Duncker proti volji svojih strankarskih kolegov dala pobudo za mednarodni dan žensk, ki naj bi ga praznovali 19. marca naslednjega leta (od leta 1921 pa 8. marca).

### Med 1. svetovno vojno
V času prve svetovne vojne je s Karlom Liebknechtom, Roso Luxemburg in relativno malo drugih vplivnih politikov SPD-ja odklonila konformistično politiko obnovitve notranjih političnih in gospodarskih konfliktov svoje stranke. Poleg drugih aktivnosti proti vojni je v Bernu leta 1915 organizirala mednarodno konferenco socialističnih žensk proti vojni. Zaradi svoje opredeljenosti proti vojni je bila Clara med vojno večkrat priprta.

### Iz SPD h KPD
Po letu 1916 je bila v revolucionarni opozicijski frakciji znotraj stranke SPD, ki jo je prvotno ustanovila Rosa Luxemburg, imenovani Skupina Internacionala oz. Skupina Spartak, ki se je 11. novembra 1918 preimenovala v Spartakovo zvezo (Spartakusbund). Leta 1917 se je Zetkinova priključila stranki USPD in sicer kmalu po njeni ustanovitvi. Ta nova leva socialnodemokratična stranka se je iz protesta proti SPD-jinemu odobravanju vojne odcepila od matične stranke, potem ko je bila večja nastala skupina protivojnih privržencev iz parlamentarne frakcije SPD-ja in stranke izključena. Tisti, ki so zapustili Zvezo Spartak in druge leve revolucionarne skupine, so po novembrski revoluciji 1. januarja leta 1919 ustanovili Komunistično partijo Nemčije (KPD), ki se ji je pridružila tudi Zetkinova. 
Med letoma 1919 in 1920 je bila Zetkinova članica ustavodajne deželne skupščine v Württembergu, tam pa ena izmed prvih trinajstih  ženskih odposlank. Od 25. julija 1919 naprej se je udeleževala posebnega odbora za osnutek zakona o varstvu mladih. Od 25. septembra 1919 pa je glasovala proti sprejetju ustave svobodne Ljudske države Württemberg (Freier Volksstaat Württemberg). 
Kot odposlanka je med letoma 1920 in 1933 v parlamentu Weimarske republike zastopala KPD. Od 1919 je izdajala časopis Komunistka (Die Komunistin). Od leta 1921 do svoje smrti je bila predsednica Mednarodne delavske pomoči (IAH). Do leta 1924 je bila Zetkinova članica  KPD-jinega vodilnega središča, med letoma 1927 in 1929 pa strankinega osrednjega komiteja. Med letoma 1921 in 1933 je bila še dodatno članica izvršnega komiteja Komunistične internacionale (EKKI).
Poleg tega je bila Zetkinova leta 1925 izvoljena za predsednico nemške Rdeče pomoči.
Čeprav je večkrat menjala politična krila in je sedela na več stolčkih, je Clara v okviru svojega političnega delovanja v KPD vse svoje življenje v stranki obdržala pomemben vpliv. Na splošno so jo zgodovinarji, kot na primer Hernrich August Winkler, povezovali bolj z desnim krilom stranke KPD, predvsem, ker je kljub članstvu v EKKI deloma kritično nasprotovala idealističnim ciljem Kominterne in Sovjetske zveze.  
Po združenju KPD z večjim levim krilo stranke USPD v začasno, pod alternativno kratico VKPD označeno stranko, je leta 1921 skupaj s takratnim predsedujočim Paulom Levijem (izključen iz stranke sredi leta 1921), ki je bil takrat na položaju sporne notranje stranke KPD, je Zetkinova zavrnila ofenzivno strategijo t. i. pučizem, za katero se je zavzemal šef Kominterne Grigori Jevsejevič Sinovjev. 
Pri ustrezni kampanji, ki je bila s strani stranke KPD večinsko podprta, je revolucionarno naravnan delavski upor Marčevska akcija v Provinci Saška (Provinz Sachsen) krvavo propadel, pri čemer je umrlo preko sto ljudi. Nasprotno od predsednika stranke Levija in Ernsta Däumiga je vendarle ostala v KPD in se ni priključila Levijevi shizmatični struji Komunistična delavska skupnost (KAG). 
21. januarja 1923 je kmalu potem, ko so Porurje zasedle francoske in belgijske čete zaradi neplačila vojne odškodnine po zakonu iz Versajske mirovne pogodbe iz leta 1919, je Zetkinova v naslovu Za svojo državo očitala velikomeščanstvo. Njena 'izdaja' je bila zaradi hiperinflacije in vojne odškodnine kriva za krizno zaostritev situacije Weimarske republike. K osvoboditvi nemške države je pozivala k padcu vlade Wilhelma Cunoja in k oblikovanju delavske vlade. Ta dozdevno nacionalistični ton, ki je za kratek čas vodil k temu, da bi nekateri nacisti Zetkinovi očitali poskus prevzemanja državnih strank z nacionalnimi gesli, je bil po dveh dneh popravljen s strani sedeža stranke. S parolo 'udarite Poincareja na reki Ruhr in Cunoja na reki Spree' je KPD pozivala k solidarnosti delavskega razreda v Nemčiji in Franciji in s tem podprla internacionalistično naravnanost stranke KPD.
Junija 1923 je na zborovanju izvršnega komiteja Kominterne v Moskvi vzbudila pozornost s svojo tezo o razrednem značaju fašizma, ki je leto poprej v Italiji prišel na oblast. Tezo, ki je bila razširjena med številnimi marksisti, da se Mussolinijev diktatura razume kot 'zgolj državni teror' in zastraševanje kapitalistov zaradi grožnje z oktobrsko revolucijo, je ostro zavrnila.
V resnici ima fašizem drugačne korenine. Je zastoj, upočasnjen korak svetovne revolucije zaradi izdaje reformističnih voditeljev delavskega gibanja. Velik del proletariziranih in od proletarizacije ogroženih plasti malega in srednjega meščanstva, uradnikov in meščanskih intelektualcev je vojno psihologijo zamenjala za reformistični socializem. Po zaslugi 'demokracije' pričakujejo od reformističnega socializma svetovni preobrat. Ta pričakovanja so grenko razočaranje. Tako je prišlo do tega, da niso izgubili zgolj svoje vere v reformistične vodje, temveč v sam socializem.
Nacionalni socializem je označila kot 'kazen' za obnašanje nemške socialne demokracije med novembrsko revolucijo. 
Aprila leta 1925 je Zetkinova na naslednjem zborovanju EKKI-a v Moskvi polemizirala proti takrat trenutno aktualnemu vodstvu stranke KPD Ruth Fischer in Arkadija Maslova, katerima je očitala sektaštvo. S tem je pripomogla k njunemu odstopu. Naslednik je jeseni leta 1925 postal Ernst Thälmann, ki je bil podprt s strani Stalina.
Zetkinova je strogo zavračala parlamentarno demokracijo Weimarske republike, ki jo je označila kot 'razredno diktaturo meščanstva'. Obenem je tudi kritično nasprotovala stalinski socialno fašistični tezi, ki je socialno demokracijo dojemala sorodno fašizmu. Kot najstarejši član nemškega parlamenta je 30. avgusta leta 1932 predsedovala na uvodni seji zbora, za katerega je povedala, da je 'kot starejši član kljub svoji takratni trenutni invalidnosti v upanju doživela to srečo, da otvori prvi kongres Sveta sovjetske Nemčije.' Kljub prejšnjim uspehom na volitvah KPD je vendarle prepoznala nevarnost, ki je izhajala iz tedaj že najmočnejše frakcije parlamenta – NSDAP- in je v taistem govoru pozvala k uporu proti nacionalsocialistom.

### Ponovno izgnanstvo in smrt
Po prevzemu oblasti stranke NSDAP pod vodstvom Adolfa Hitlerja in izključitvi stranke KPD iz parlamenta zaradi požiga Reichstaga leta 1933, je šla ponovno in zadnjič v svojem življenju v izgnanstvo, tokrat v Sovjetsko zvezo, kjer je imela med letoma 1924 in 1929 stalno bivališče. Po podatkih Marie Reese, odposlanke stranke KPD, ki je Zetkinovo le s težavo obiskovala, je živela že strankarsko izolirana. Umrla je malo pozneje 20. Junija leta 1933, stara skoraj 76 let. Njena žara je pokopana na zidni nekropoli pri kremeljskem obzidju v Moskvi. Žaro je k pokopu nesel Stalin osebno.

## Priznanja
Zetkinova je postala ena od zgodovinskih vodilnih figur propagande SED-a (Nemška socialistična stranka enotnosti), v kateri je njena vloga kot zagovornica ženskih pravic in  zaveznica Sovjetske zveze še posebno poudarjena.
1. Povojna DDR je v hiši v Birkenwerderju, južno od Berlina, kjer je živela od leta 1929 do 1932, postavila muzej o njenem življenju, ki obstaja še danes.
2. Od leta 1971 so bankovci za 10 mark nosili njen portret.
3. Eno pomembnih kulturnih krajev Stuttgartskega delavskega gibanja, Waldheim Sillenbuch, nosi ime 'Clara-Zetkin-Haus'.
4. Po njej je bila poimenovana dvorana leve frakcije v parlamentu.
5. Njeno ime nosijo tudi ceste in šole. V Berlinu je bila med letoma 1951 in 1995 po njej poimenovana vzporedna cesta s parlamentom do ulice Unter den Linden (Pod lipami) in bila kasneje ponovno preimenovana v Dorotheenstraße (Dorotejina ulica).
6. Po njej je bil od leta 1955 do aprila 2011 poimenovan park v Leipzigu.
7. Ob 750. letnici mesta Berlin je bil leta 1987 v okraju Marzahn mestni park stanovanjskega naselja poimenovan v Clara-Zetkin-Park.
8. Prav tako v njenem rojstnem kraju Wiederau se nekdanji šoli, kjer je s starši živela do svojega 15. Leta, nahaja spominsko mesto v Muzeju stare vaške šole.
9. IG Metall iz Heidenheimerja od leta 2007 vsaki dve leti mednarodni dan žena 8. marca podari nagrado Clare Zetkin vsaki ženski, ki je dlje časa prispevala k delovanju žensk (leta 2009 je bila to Andrea Ypsilant)
10. Od leta 2011 podarja stranka Leva (die Linke) poleg nagrade Clara-Zetkin tudi 3000 evrov za izstopajoče dosežke pri priznavanju žensk v družbi in politiki (prva nagrajenka je bila Florence Herve)
11. Pri mednarodnem dnevu žena leta 2012 je Gregor Gysi predsedniku parlamenta Norbertu Lammertu predlagal, da bi po Clari poimenovali novo zgradbo parlamenta na Wilhelmstraße 65.